# Humvee
Humvee sau HMMWV (din engleză High Mobility Multipurpose Wheeled Vehicle) este un vehicul militar 4×4 creat de AM General. În principal este folosit de către Forțele Armate ale Statelor Unite, dar este folosit și de numeroase alte țări și organizații, chiar și în domenii civile. Seria Hummer a fost inspirată de Humvee.